# Samira Wiley
Samira Wiley, född 15 april 1987 i Washington, D.C., är en amerikansk skådespelare. Hon är bland annat känd för att spela rollen som Poussey Washington i TV-serien Orange Is the New Black.
Hon gör rösten åt karaktären "Michonne" i Tv-spelet "The Walking Dead: Michonne". Sedan 2017 medverkar hon i TV-serien The Handmaid's Tale
Hon har studerat drama vid Juilliard School och tog sin examen år 2010. Sedan 2014 har hon varit i ett förhållande med Lauren Morelli som är manusförfattare för Orange Is the New Black. Paret gifte sig 2017.

## Filmografi i urval
- 2013–2016 – Orange Is the New Black (TV-serie)
- 2013 – Nerve
- 2014 – Rob the Mob
- 2016 – 37
- 2016 – You're the Worst (TV-serie)
- 2017–2019 – The Handmaid's Tale (TV-serie)
- 2017 – F*cking People

2020 - Narrator. Docuseries 'Night On Earth'